# Mas del Mèdol
Mas del Mèdol és una obra de Tarragona protegida com a Bé Cultural d'Interès Local.

## Descripció
Amb estructura típica de mas, amb dos cossos maclats pels diferents usos: corral, era, cups, etc... Al jardí hi ha elements procedents de blocs de la pedrera romana del Mèdol.